# Dieter Borsche
Dieter Albert Eugen Rollomann Borsche (Hannover, 25 oktober 1909 - Nürnberg, 5 augustus 1982) was een Duitse acteur.

## Jeugd en opleiding
Borsche groeide op in een artiestenfamilie. Zijn vader was Willi Borsche, die muziekleraar en dirigent was en zijn moeder oratoriumzangeres. Na zijn schooltijd bezocht hij een gymnasium, welke studie hij echter afbrak zonder diploma. Hij wilde danser worden en nam dansonderricht bij Yvonne Georgi en Harald Kreutzberg. Van 1930 tot 1935 was hij in dienst als balletdanser bij de Städtische Oper in Hannover. Daarnaast nam hij toneelonderricht aan de Schauspielschule Blech en kwam als jeugdige minnaar naar Weimar. Verdere stadia van zijn podiumcarrière waren: Kiel (1935), Danzig (1939 – 1942) en Breslau (1942 – 1944). Als lid van het Breslauer Theater speelde Borsche naar eigen zeggen regelmatig in Auschwitz in een theater, gevuld met SS-toeschouwers. Daarna kregen de acteurs telkens een etentje aangeboden. 
Borsche acteerde tot 1944 en werd dan opgeroepen voor de militaire dienstplicht. In de Eifel raakte hij gewond en werd krijgsgevangene. In het Beierse Woud was hij enige tijd als timmerman en speelgoedmaker werkzaam.

## Carrière

### Als theateracteur
In 1946 zorgde Bernhard Minetti ervoor, dat Borsche bij het Theater Kiel als acteur aan de slag kon. Van 1947 tot 1949 was hij daar hoofdspelleider. Zijn doorbraak als theateracteur beleefde hij in de jaren 1960, toen hij reeds een bekende filmster was. Bij de Freie Volksbühne Berlin speelde hij Paus Pius XII in Der Stellvertreter (1963, Rolf Hochhuth), Robert Oppenheimer in In der Sache J. Robert Oppenheimer (1964, Heinar Kipphardt) en in Die Ermittlung (1965, Peter Weiss).

### Als filmacteur
Zijn filmcarrière begon in 1935 met de weinig succesvolle film Alles weg'n dem Hund. Na de Tweede Wereldoorlog kwam zijn doorbraak met de speelfilm Nachtwache. Zijn rol als Kaplan von Imhoff betekende het keerpunt in zijn tot dan vruchteloze filmcarrière. Zijn echte grote doorbraak beleefde hij met de première van de film Es kommt ein Tag van Rudolf Jugert naar de novelle Korporal Mombur (oktober 1950) van Ernst Penzoldts, waardoor Borsche samen met Maria Schell tot publiekslieveling werd. Hij werd een van de populairste acteurs van de na-oorlogse periode in Duitsland en speelde in films vaak met Ruth Leuwerik, Maria Schell en Gisela Uhlen.
Borsche was in de Duitse bioscopen van de jaren 1950 het toonbeeld voor integere, eerlijke persoonlijkheden als prinsen (Königliche Hoheit), officieren (Es kommt ein Tag) of artsen (Dr. Holl). Enkel in Fanfaren der Liebe waarin hij een werkloze muzikant speelt, die in vrouwenkleren een job in een vrouwenkapel in de wacht sleept, viel hij in dit opzicht buiten de rol. In de jaren 1960 vocht hij tegen dit stereotype en speelde met voorkeur liever schurkenrollen, zoals in de Edgar Wallace-film Die toten Augen von London en in de zesdelige Francis Durbridge-serie Das Halstuch. Ook in de Brits-Duitse tv-serie Paul Temple acteerde hij aan de zijde van de hoofdrolspelers Francis Matthews en Ros Drinkwater in de dubbele aflevering van Mord in München. Zijn theatercarrière verliep parallel daaraan.

## Ziekte
In de jaren 1930 kreeg hij te maken met het beginstadium van spieratrofie, die in het verloop van jaren zo acuut werd, dat hij zich in de jaren 1970 gedwongen zag, afstand te nemen van film- en tv-werk. Hij verlegde zijn werksfeer naar de radio, waar hij als spreker voor hoorspelen en lezingen zijn geld verdiende. Tot aan het begin van de jaren 1980 trad hij nog op, terwijl hij intussen aangewezen was op een rolstoel. Hij speelde met succes in Equus van Peter Shaffer en Duett für eine Stimme van Tom Kempinski.

## Privéleven en overlijden
Borsche was driemaal getrouwd. Zijn eerste huwelijk met de podiumontwerpster Ursula Poser duurde 23 jaar, waaruit drie zonen voortkwamen, waaronder de cameraman en regisseur Kai Borsche. Uit zijn tweede huwelijk in 1960 stamt ook een zoon. Van 1970 tot aan zijn levenseinde was hij getrouwd met de actrice Ulla Willick, waarmee hij in Neurenberg woonde. Borsche overleed op 5 augustus 1982 op 72-jarige leeftijd en werd bijgezet op de Hamburgse Hauptfriedhof Öjendorf in een anoniem graf. Zijn schriftelijke nalatenschap bevindt zich in het archief van de Akademie der Künste in Berlijn.

## Onderscheidingen
- 1951 Bambi als publieksterkste filmster van het jaar
- 1952 Bambi als publieksterkste filmster van het jaar
- 1974 Goldenes Filmband voor langjarige en voortreffelijk werk in de Duitse film
- 1979 Bundesverdienstkreuz am Bande (5 januari 1979)

## Filmografie
- 1935: Alles weg'n dem Hund
- 1937: Wie einst im Mai
- 1938: Preußische Liebesgeschichte
- 1939: Die Geliebte
- 1939: Die kluge Schwiegermutter
- 1941: Jungens
- 1949: Nachtwache
- 1950: Es kommt ein Tag
- 1950: Der fallende Stern
- 1951: Dr. Holl
- 1951: Sündige Grenze
- 1951: Fanfaren der Liebe
- 1952: Vater braucht eine Frau
- 1952: Herz der Welt
- 1952: Die große Versuchung
- 1953: Der Kaplan von San Lorenzo
- 1953: Muß man sich gleich scheiden lassen?
- 1953: Fanfaren der Ehe
- 1953: Königliche Hoheit
- 1954: Le guérisseur
- 1954: Ali Baba es les quarante voleurs
- 1954: Escale à Orly
- 1955: Ich war ein häßliches Mädchen
- 1955: San Salvatore
- 1955: Die Barrings
- 1956: Wenn wir alle Engel wären
- 1956: Rot ist die Liebe
- 1957: Königin Luise
- 1957: Nachts im Grünen Kakadu
- 1958: Zwei Herzen im Mai
- 1958: A Time to Love and a Time to Die
- 1958: U 47 – Kapitänleutnant Prien
- 1958: Die Beklagte (tv-film)
- 1959: O Wildnis (tv-film)
- 1959: Affäre Dreyfus (tv-film)
- 1960: Ein Thron für Christine
- 1960: Das hab ich in Paris gelernt
- 1960: Sabine und die 100 Männer
- 1960: Gaslicht (tv-film)
- 1961: Die toten Augen von London
- 1962: Das Halstuch (6-delige tv-krimi)
- 1962: Die glücklichen Jahre der Thorwalds
- 1962: Die kleinen Füchse (tv-film)
- 1962: Der rote Rausch
- 1962: Muß i denn zum Städtele hinaus
- 1962: Ein Toter sucht seinen Mörder
- 1962: Das Feuerschiff
- 1963: Scotland Yard jagt Dr. Mabuse
- 1963: Der schwarze Abt
- 1963: Der Henker von London
- 1964: Doktor Murkes gesammeltes Schweigen (tv-film)
- 1964: Das Phantom von Soho
- 1964: Ein Frauenarzt klagt an
- 1964: Der Schut
- 1964: Die Goldsucher von Arkansas
- 1965: Die schwedische Jungfrau
- 1965: Durchs wilde Kurdistan
- 1965: Im Reiche des silbernen Löwen
- 1966: Das Lächeln der Gioconda (tv-film)
- 1966: Angeklagt nach § 218
- 1966: Der Vogel läßt das Singen nicht (tv-film)
- 1966: Der schwarze Freitag (tv-film)
- 1966: Cliff Dexter: Katze und Maus (tv-serie)
- 1967: Wenn Ludwig ins Manöver zieht
- 1968: Lady Hamilton – Zwischen Schmach und Liebe
- 1968: Berliner Antigone (tv-film)
- 1968: Der Arzt von St. Pauli
- 1968: Der Reformator
- 1970: Der Pfarrer von St. Pauli
- 1970: Paul Temple: Mord in München (tv-krimiserie) (dubbele aflevering)
- 1970: Der Kommissar: Drei Tote reisen nach Wien (tv-misdaadserie)
- 1971: Der Kommissar: Ein rätselhafter Mord (tv-misdaadserie)
- 1971: Preußen über alles … (tv-film)
- 1972: Max Hölz. Ein deutsches Lehrstück (tv-film)
- 1973: Immobilien (tv-film)
- 1973: Algebra um acht (tv-serie)
- 1974: Der kleine Doktor: Zu viele Ärzte (tv-serie)
- 1974: Die letzten Tage von Gomorrha (tv-film)
- 1975: Der Kommissar: Eine Grenzüberschreitung (tv-misdaadserie)
- 1975: Der Strick um den Hals (driedelige tv-film)
- 1977: Graf Yoster gibt sich die Ehre – dubbele aflevering: Müßiggang ist aller Listen Anfang/ Ein Maler und sein falsches Bild (tv-serie)
- 1977: Es muß nicht immer Kaviar sein (aflevering Nachtigall 17 ruft; tv-serie)
- 1977: Kinderseele (tv-film)
- 1977: Sonderdezernat K1: Zwei zu eins für’s SK 1

- 1981: Goldene Zeiten – Bittere Zeiten (tv-serie)
- 1981: Pseudonym Hans Fallada (tv-film)

## Synchronisatie
Als synchroonspreker leende Borsche zijn stem uit aan Gunnar Björnstrand in Licht im Winter (De avondmaalsgasten), David Niven in Lady L en Max von Sydow in Der Exorzist (The Exorcist).

## Hoorspelen (selectie)
- 1969: Ein unerhörtes Spiel van Inger Christensen, Regie: Heinz von Cramer, productie: SDR
- 1970: Hallo, hier spricht der Tod van Louis C. Thomas, Regie: Walter Niklaus, productie: SR
- 1972: Einmal ist jeder dran van Bernd Lau Regie: Walter Adler en Bernd Lau, productie: SWF
- 1975: Alice im Wunderland, naar Lewis Carroll, bewerking, compositie en regie: Heinz von Cramer, productie: WDR/HR
- 1976: Ein anderer K. van Günter Kunert, Regie: Hans Rosenhauer, productie: NDR
- 1979: Babel 1929 – Die Abenteuer eines Traumdetektivs (Haus der tausend Stockwerke) van Jan Weiss, Regie: Andreas Weber-Schäfer, productie: SDR
- 1979: Triptychon van Max Frisch, Regie: Walter Adler, productie: DLF/SDR/SFB/WDR
- 1980: Die Pforten des Paradieses van Jerzy Andrzejewski, Regie: Hans Ulrich Minke, productie: RIAS

- Biblioteca Nacional de España: XX1573242
- Bibliothèque nationale de France: cb14157706m (data)
- Gemeinsame Normdatei: 116256206
- International Standard Name Identifier: 0000 0000 5934 8985
- Library of Congress Control Number: no2003061973
- MusicBrainz: 88e6c3a8-086c-4acb-97b1-48eb94045dbb
- Nationale Bibliotheek van Polen: a0000002315237
- Nederlandse Thesaurus van Auteursnamen: 296513059
- Système universitaire de documentation: 167094351
- Virtual International Authority File: 17431611
- WorldCat: E39PBJd3HP8fptbd4FM8PxyWXd